# اللغة الروسية في بيلاروس

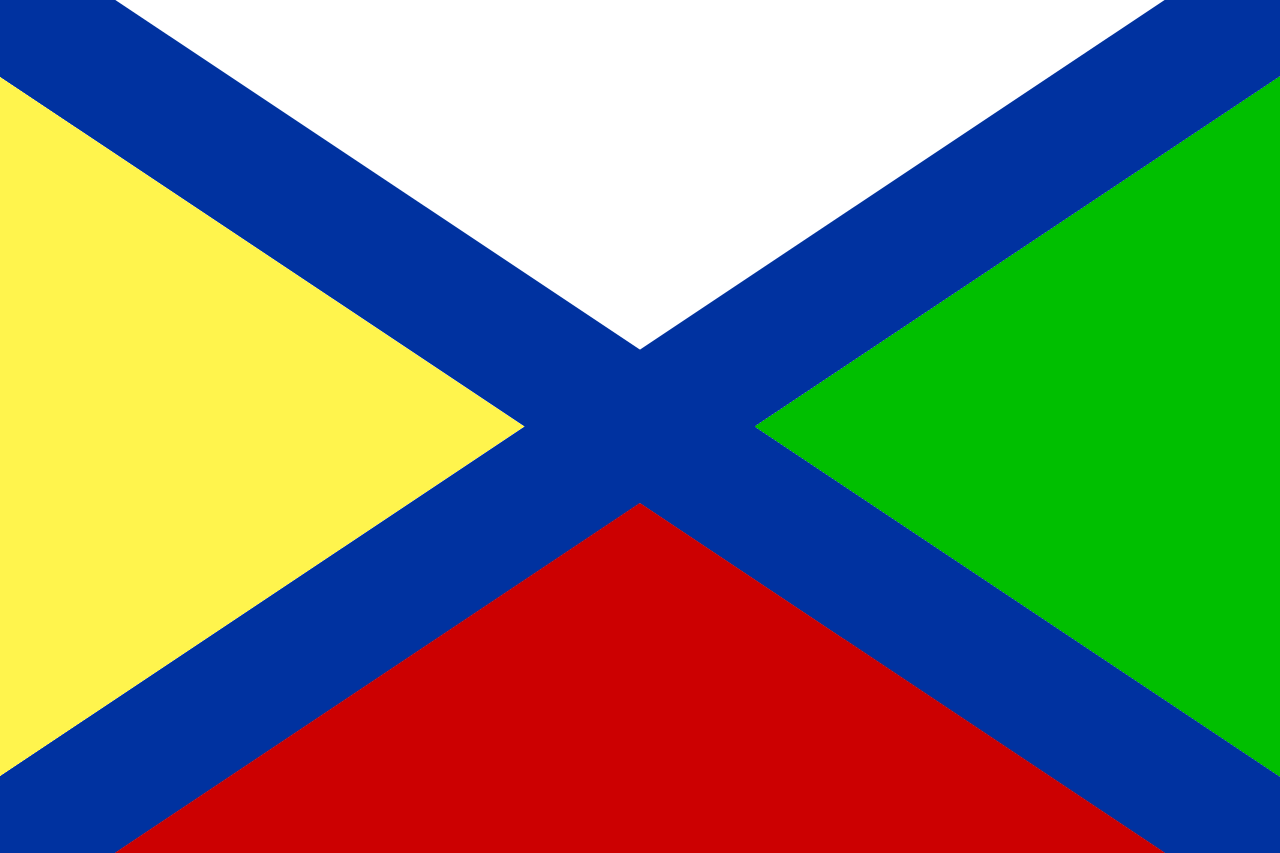
علم روسيا في بيلاروسيا في الاتحاد السوفياتي

اللغة الروسية في بيلاروس هي إحدى اللغتين الرسميتين (الأخرى هي البيلاروسية). كونها مهيمنة في وسائل الإعلام والتعليم وغيرها من مجالات الحياة العامة، فإن اللغة الروسية هي في الواقع اللغة الرئيسية للبلاد.

## بعد عام 1995
في عام 1995، وفقاً لنتائج استفتاء بيلاروس عام 1995، تم إعلان اللغة الروسية اللغة الرسمية الثانية. وفقاً لتعداد بيلاروس (2009)، أعلن 41.5% من سكان بيلاروس أن اللغة الروسية هي لغتهم الأم، وأعلن 70.2% أن اللغة الروسية هي «اللغة المستخدمة في المنزل» (السؤال المتعلق باللغة الثانية في التعداد).
| مقتطف من نتائج تعداد الإمبراطورية الروسية | مقتطف من نتائج تعداد الإمبراطورية الروسية | مقتطف من نتائج تعداد الإمبراطورية الروسية | مقتطف من نتائج تعداد الإمبراطورية الروسية | مقتطف من نتائج تعداد الإمبراطورية الروسية |
| غوبرنيه * | إجمالي عدد السكان                         | البيلاروسية (Бѣлорускій)                  | الروسية (Вѣликорускій)                    | البولندية (Польскій)                      |
| --- | ----------------------------------------- | ----------------------------------------- | ----------------------------------------- | ----------------------------------------- |
| فيلنا | 1,591,207                                 | 891,903                                   | 78,623                                    | 130,054                                   |
| فيتيبسك | 1,489,246                                 | 987,020                                   | 198,001                                   | 50,377                                    |
| غرودنو | 1,603,409                                 | 1,141,714                                 | 74,143                                    | 161,662                                   |
| مينسك | 2,147,621                                 | 1,633،091                                 | 83,999                                    | 64,617                                    |
| موغيليف | 1,686,764                                 | 1,389,782                                 | 58,155                                    | 17,526                                    |
| سمولينسك | 1,525,279                                 | 100,757                                   | 1,397,875                                 | 7,314                                     |
| * انظر أيضاً: التقسيم الإداري الإقليمي لبيلاروس والأراضي المجاورة في النصف الثاني 19 بالمائة. (نصف الصفحة على اليمين) والتكوين العرقي لبيلاروس والأراضي المجاورة (إعداد ميكولا بيتش على أساس بيانات عام 1897) |                                           |                                           |                                           |                                           |